# Wordfast
Wordfast – producent oprogramowania służącego do tworzenia i zarządzania pamięcią tłumaczeń (ang. Translation Memory). Oprogramowanie służące do zarządzania pamięciami tłumaczeń oferowane przez Wordfast działa na wszystkich platformach systemowych i wykorzystywane jest przez tłumaczy niezależnych, firmy profesjonalnie świadczące usługi językowe oraz międzynarodowe korporacje, a obecnie posiada ponad 20 tys. aktywnych zastosowań na rynku.

## Historia
Firma Wordfast została założona w 1999 w Paryżu, we Francji przez Yves Champolliona. Champollion ma ponad 25 lat doświadczenia jako tłumacz niezależny, menedżer projektów tłumaczeń oraz konsultant z dziedziny tłumaczenia i lokalizacji. Yves Champollion jest potomkiem egiptologa, Jeana-François Champolliona, któremu przypisuje się rozszyfrowanie tekstu wyrytego na Kamieniu z Rosetty.
W 1999 roku Yves Champollion opracował oryginalne oprogramowanie Wordfast, które składało się z zestawu makr, działających w obrębie programu Microsoft Word w wersji 97 lub wyższej. Do końca roku 2002, narzędzie to (obecnie znane jako Wordfast Classic) było oprogramowaniem darmowym. Dzięki rozgłosowi, Wordfast z czasem stał się drugim najczęściej używanym przez tłumaczy programem do zarządzania pamięciami tłumaczeń.
W styczniu 2009 roku Wordfast wydał program do tłumaczenia Wordfast Translation Studio, w którego skład wchodzą Wordfast Classic oraz Wordfast Professional – samodzielne narzędzie do zarządzania pamięciami tłumaczeń oparte na silniku Java.

## Produkty
Wordfast oferuje program do tłumaczenia Wordfast Translation Studio (WFTS). Po zakupie licencji użytkownicy WFTS uzyskują dostęp do:
Wordfast Classic
Oryginalne narzędzie do zarządzania pamięciami tłumaczeń działające w środowisku MS Word.
Wordfast Pro
Samodzielne, wieloplatformowe (Windows, Mac, Linux) narzędzie do zarządzania pamięciami tłumaczeń, umożliwiające korzystanie z filtrów w celu obsługi wielu formatów plików oraz zapewniające podstawowy, odpowiedni dla tłumaczy niezależnych, poziom przetwarzania wsadowego (do 20 plików).
Narzędzia dodatkowe
Zestaw darmowych narzędzi mających na celu usprawnienie wykonywania tłumaczeń przy pomocy narzędzia Wordfast Classic, pozwalające na wykonywanie zaawansowanych funkcji, takich jak ekstrakcja oraz przypisywanie segmentów tekstu.
VLTM (ang. Very Large Translation Memory – pamięć tłumaczeń dużych rozmiarów) Project
Użytkownicy mogą wykorzystywać zawartość dużych publicznych pamięci tłumaczeń, lub tworzyć prywatne grupy robocze których członkowie wspólnie opracowują i wzajemnie korzystają z tworzonych pamięci tłumaczeń.
Dodatkowe produkty:
Wordfast Pro Plus
Opcjonalny dodatkowy moduł (plugin), który integruje się z aplikacją Wordfast Pro w celu nielimitowanego przetwarzania wsadowego, ekstrakcji segmentów powtarzających się na przestrzeni wielu plików i zautomatyzowanego zarządzania pamięciami tłumaczeń.
Serwer WF Server
Bezpieczny serwer aplikacji, na którym ulokowane są pamięci tłumaczeń. Pozwala on na uzyskanie dostępu do pamięci tłumaczeń w czasie rzeczywistym z dowolnego miejscu na świecie.
Wordfast Anywhere (wersja beta)*
Działające w oparciu o przeglądarkę internetową narzędzie pozwalające tłumaczom na przechowywanie tworzonych pamięci tłumaczeń w prywatnym, chronionym hasłem środowisku na serwerze centralnym. Pozwala ono na korzystanie z programu Wordfast wszędzie tam, gdzie możliwy jest dostęp do przeglądarki internetowej.

## Obsługiwane formaty dokumentów źródłowych
Wordfast Classic obsługuje następujące formaty plików: wszystkie typy formatów odczytywane przez Microsoft Word, w tym pliki tekstowe, dokumenty Word (DOC), Microsoft Excel (XLS), PowerPoint (PPT), Rich Text Format (RTF), oraz dokumenty w formatach RTF i HTML zawierające znaczniki (tagi). Format OpenDocument nie jest bezpośrednio obsługiwany, ponieważ obecne wersje Microsoft Word nie posiadają filtrów pozwalających na import plików typu OpenDocument.
Wordfast Pro obsługuje dokumenty Word (DOC), Microsoft Excel (XLS), PowerPoint (PPT), HTML, XML, ASP, JSP, Java oraz InDesign (INX).

## Obsługiwane pamięci tłumaczeń oraz formaty glosariuszy
Plik pamięci tłumaczeń tworzonej w programach Wordfast Classic oraz Wordfast Pro to zwykły plik tekstowy, w którym tekst rozdzielony jest za pomocą tabulatorów. Plik ten można otwierać i edytować w edytorze tekstu. Wordfast pozwala również na import i eksport plików w formacie TMX w celu wymiany danych zapisanych w pamięci tłumaczeń utworzonej przy pomocy innego szeroko dostępnego narzędzia typu CAT (ang. Computer Assisted Translation – tłumaczenie wspomagane komputerowo).
Maksymalna liczba segmentów zapisanych w pamięci tłumaczeń wynosi jeden milion. Kolejność wyświetlania danych zapisanych w pamięci tłumaczeń i glosariuszach może zostać odwrócona, co pozwala zamienić kolejność języka źródłowego i docelowego.
Wordfast może wykorzystywać dane pochodzące z pamięci tłumaczeń przechowywanych na serwerze, a także pobierać dane z narzędzi wykonujących tłumaczenia maszynowe (w tym narzędzia działające w trybie on-line takie jak Tłumacz Google).
Glosariusz programu Wordfast to zwykły plik tekstowy, w którym tekst jest rozdzielony za pomocą tabulatorów. Wordfast Pro importuje także pliki w formacie TBX.
Maksymalna liczba rekordów w glosariuszu wynosi 250 tys., jednak jako rezultaty wyszukiwania wyświetlane są tylko pierwsze 32 tys. linii.

## Dokumentacja
Pełna instrukcja obsługi programu Wordfast Classic jest dostępna do pobrania ze strony internetowej firmy Wordfast. Materiały i nagrania szkoleniowe są dostępne bezpłatnie w Internecie.
Na głównej stronie programu Wordfast dostępna jest także pomoc dotycząca obsługi programu Wordfast Pro wraz z samouczkami w postaci filmów video.
Wraz z zakupem licencji, Wordfast oferuje użytkownikom darmową pomoc techniczną na okres jednego roku. Po upływie tego czasu pomoc techniczną można uzyskać po dokonaniu dodatkowej opłaty.